# Egil Olsen
Pour les articles homonymes, voir Olsen.
Egil Roger Olsen (né le 22 avril 1942 à Fredrikstad) surnommé « Drillo », est un footballeur puis entraîneur norvégien. 

## Biographie
Ancien attaquant international (16 sélections), Olsen fut le sélectionneur de l'équipe de Norvège de 1990 à 1998. Son approche très scientifique du football (il se servait notamment d'une impressionnante base de données informatiques sur ses adversaires) fut très bénéfique pour la sélection puisque durant son règne la Norvège se qualifia pour deux phases finales de coupe du monde en 1994 et 1998. Lors du Mondial français de 1998, les Norvégiens se paient le luxe de battre le Brésil (2-1) avant de perdre de justesse en huitièmes de finale face à l'Italie (0-1).
Il fut aussi manager de Wimbledon mais sans connaître le même succès. Il a été sélectionneur de l'équipe d'Irak puis de nouveau sélectionneur de la Norvège de 2009 à 2013.